# Ліпранді Іван Петрович
Іва́н Петро́вич Ліпра́нді (рос. Иван Петрович Липранди; нар. 17 (28) липня 1790 — пом. 9 (21) травня 1880, Санкт-Петербург, Російська імперія) — російський військовий історик, мемуарист, публіцист, етнограф. Генерал-майор.

## Життєпис
Син надвірного радника Педро де Ліпранді, який 1785 року приїхав із Північної Італії в Росію та облаштував тут Олександрівську мануфактуру, та баронеси Кусової. 13 серпня 1807 року Іван Петрович розпочав службу в почеті російського імператора колоновожатим по квартирмейстерській частині.
У 1808—1809 роках брав участь у російсько-шведській війні. Відзначився на цій війні, за що 12 грудня 1808 року надано звання поручника. 1809 року нагороджено орденом Анни третього ступеня, 20 грудня 1809 року — золотою шпагою за хоробрість.
Брав участь у франко-російській війні 1812 року. Був обер-квартирмейстером корпусу генерала Дмитра Дохтурова. Брав участь у боях під Смоленськом, Бородіном (нагороджений орденом Володимира четвертого ступеня), Тарутином, Малоярославцем, Красним. Учасник закордонного походу (Лейпциг).
Був чиновником особливих доручень при Міністерстві внутрішніх справ.